# 葛里格-斯傑勒魯普彗星
葛里格-斯傑勒魯普彗星（26P/Grigg–Skjellerup）是一颗周期彗星，喬托號探测器於1992年7月觀測過，距離僅有200公里，但未拍照，因为一些儀器在探測哈雷彗星後受損。
這顆彗星於1902年由紐西蘭的約翰·葛里格（John Grigg）發現，並於1922年由澳大利亞约翰·弗朗西斯·斯傑勒魯普（John Francis Skjellerup）在其下一次出现时重新發現，他當时在南非生活和工作了大约20年，是南非天文学會的創始人之一。
1982年，阿雷西博天文台使用雷達探测過這顆彗星。
葛里格-斯傑勒魯普彗星是船尾座π流星雨的母天體。彗核的直徑估計為2.6公里。

## 外部連結
- Orbital simulation （页面存档备份，存于） from JPL (Java) / Horizons Ephemeris （页面存档备份，存于）
- 26P/Grigg-Skjellerup （页面存档备份，存于） – Seiichi Yoshida @ aerith.net
- ESA website about 26P/Grigg–Skjellerup （页面存档备份，存于）
- Recovery of comet 26P/Grigg–Skjellerup （页面存档备份，存于） (Remanzacco Observatory : December 26, 2012)

| 週期彗星                 | 週期彗星              | 週期彗星                |
| ------------------------ | --------------------- | ----------------------- |
| 前一顆彗星 諾伊明2號彗星 | 葛里格-斯傑勒魯普彗星 | 後一顆彗星 克羅瑪林彗星 |
| 週期彗星列表             |                       |                         |